# Arturo Pannilunghi
Arturo Pannilunghi (Siena, 2 agosto 1876 – 3 luglio 1916) è stato un militare italiano, insignito della medaglia d'oro al valor militare alla memoria per il coraggio dimostrato durante un attacco con gas asfissianti avvenuto nel 1916 sul Monte San Michele.

## Biografia
Nacque a Siena il 2 agosto 1876, figlio di Girolamo e di Anna Maria Vivoli.  Dopo aver terminato gli studi ginnasiali si arruolò volontario nel Regio Esercito, entrando nel plotone allievi sottufficiali del 5º Reggimento fanteria. Promosso sergente il 30 giugno 1896 fu trasferito al 6º Reggimento fanteria dove divenne furiere, per essere ammesso a frequentare la Regia Accademia Militare di Modena nell’ottobre 1898. Uscitone sottotenente nel settembre 1900 fu assegnato al 9º Reggimento fanteria della Brigata Regina, venendo promosso tenente nel 1904. Al termine della guerra italo-turca fu mandato in Libia con il suo reggimento, venendo promosso capitano nel 1913, ricoprendo anche l'incarico di comandante del presidio militare di Tobruk. Rientrato in Italia fu assegnato al 30º Reggimento fanteria della Brigata "Pisa" con l'incarico di Aiutante maggiore in prima.
All'atto dell'entrata in guerra dell'Italia, il 24 maggio 1915, il suo reggimento si trovava schierato sul basso Isonzo, tra le pendici del Monte San Gabriele e il Bosco Cappuccio. Per le operazioni avvenute dal 5 giugno al 7 agosto fu decorato con la medaglia di bronzo al valor militare.
Dopo il contrattacco italiano del 25-28 giugno 1916 l'Alto Comando dell'Imperial regio Esercito decise risolutamente di passare al contrattacco, utilizzando una miscela di gas asfissianti cloro e fosgene, per aprire una breccia nel   fronte italiano al fine di consentire al 1º e 17º Reggimento della 20ª Divisione Hónved, rinforzati da reparti di zappatori che avevano il compito di aprire un varco nei reticolati e nelle trincee italiane, di arrivare all'Isonzo.
Tra le 5 e le 5.30 del mattino del 29 giugno scattò l'attacco: il lancio dei gas investì il 9º e 10º Reggimento fanteria (Brigata "Regina"), il 19° e 20° (Brigata "Brescia"), il 29° e 30° (Brigata "Pisa"), e il 47° e il 48° (Brigata "Ferrara"), nonché molti bersaglieri e diversi soldati di altri reparti, appartenenti all'XI Corpo d'armata e molti di loro, circa 8.000, rimasero uccisi dalle esalazioni di gas. Trovatosi presso la baracca comando a San Martino del Carso insieme al colonnello Ronchi fu telefonicamente avvertito dell'attacco contro le trincee del Monte San Michele e diede le opportune disposizioni per contrastare l'attacco nemico. Colpito dalle esalazioni dei gas impugnò la bandiera del reggimento mostrandola ai superstiti per rincuorali e esortandoli a ritornare in linea. Si spense dopo quattro giorni di agonia presso un posto di medicazione,  e il suo corpo fu sepolto nel cimitero di Viscone, provincia di Udine.
Il 23 agosto 1916 S.M. Re Vittorio Emanuele III lo insignì, "motu proprio", della Medaglia d'oro al valor militare alla memoria.
Per onorare il concittadino la città di Siena gli intitolò un viale e appose due lapidi, una sulla parete di fianco alla porta dell'aula di liceo dove aveva studiato e una su quella della sua casa natale.

## Onorificenze

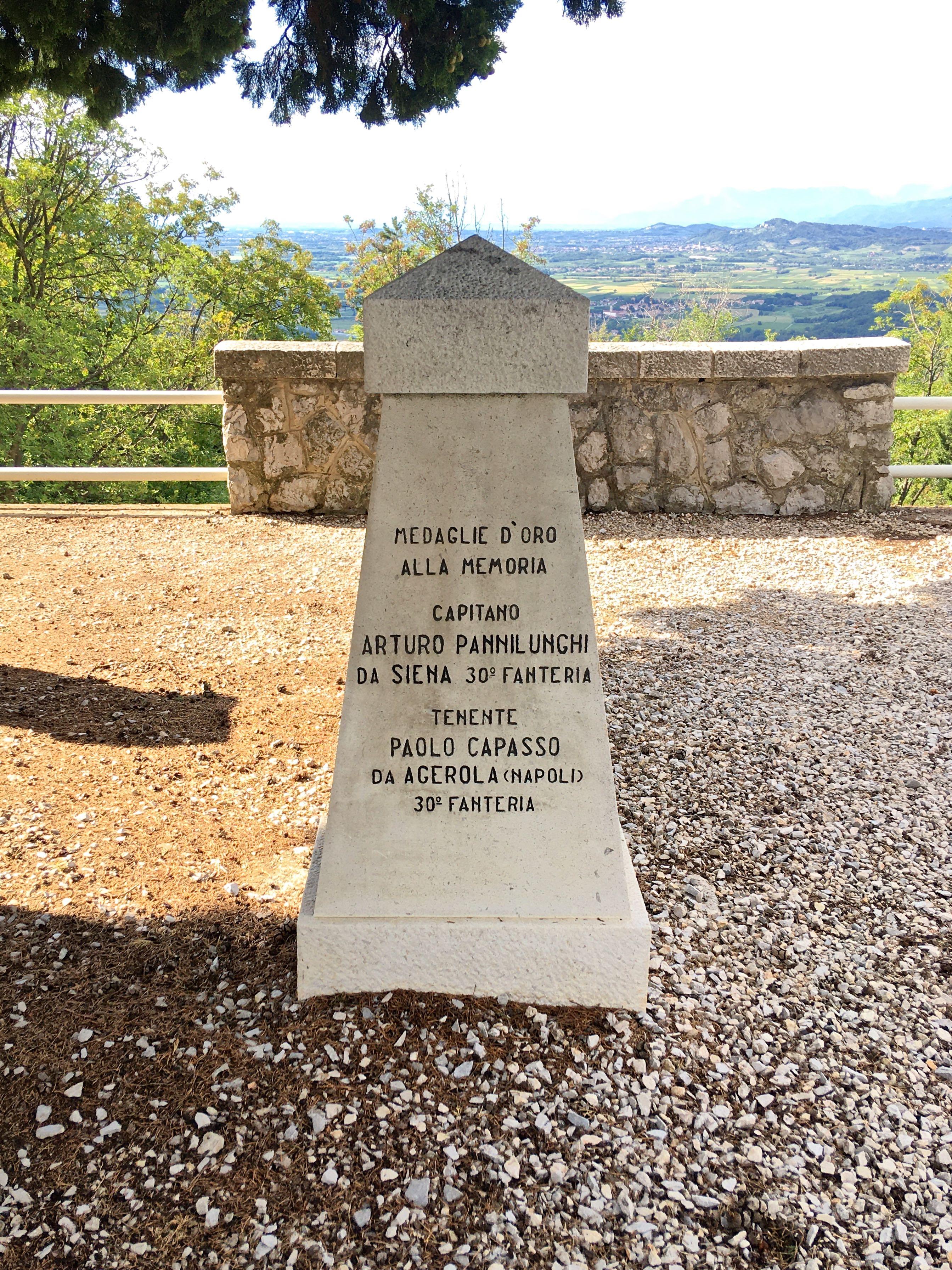
Il cippo sul Monte San Michele